# Food Force
Food Force é um jogo educacional publicado pelo Programa Alimentar Mundial da ONU em 2005. Os jogadores realizam missões para distribuir alimentos em um país afetado pela fome e auxiliá-lo a se recuperar e tornar-se auto-suficiente novamente. Ao mesmo tempo, o jogador aprende sobre a fome no mundo real e o trabalho do Programa Alimentar Mundial para preveni-la.
Em Novembro de 2011, um novo jogo social foi lançado pelo Programa Alimentar Mundial em parceria com a Konami. O jogo, que transcorre inteiramente no Facebook, está entre os primeiros jogos a provocar um impacto no mundo real através de bens virtuais.

## Jogabilidade
O jogo ocorre na ilha fictícia de Sheylan, no Oceano Índico, que está sofrendo com a seca e a guerra civil. O personagem do jogador é um recruta que se juntou a uma equipe de especialistas da Organização das Nações Unidas, incluindo um nutricionista, um funcionário de logística, um piloto, um funcionário do escritório de recursos e o diretor de compra de alimentos.
O jogo contém seis missões:
1. Vigilância aérea: localizar cidadãos famintos em um helicóptero.
2. Cesta básica: produzir uma dieta balanceada de arroz, óleo de cozinha, feijão, açúcar e sal dentro de um orçamento de apenas 30 centavos de dólar por dia.
3. Lançamento aéreo: lançar suprimentos de comida em uma zona, levando em conta a direção do vento.
4. Localização e expedição: gerenciar suprimentos de comida comprada e doada ao redor do mundo.
5. Corrida da comida: Levar um comboio de comida a um depósito, desviando de minas terrestres e bloqueios nas estradas.
6. Agricultura do futuro: utilizar ajuda alimentar para auxiliar uma vila a se desenvolver por dez anos, ao investir cuidadosamente com treinamento nutricional, escolarização, comida para os trabalhadores e tratamento contra a AIDS.

A maior parte do jogo é no estilo arcade, com sequências limitadas pelo tempo. Todas as seis missões podem ser jogadas em uma hora, embora os jogadores possam repetir as missões individuais e suas pontuações mais altas enviadas online para comparação mundial com outros jogadores. Posteriormente um outro jogo, com o mesmo nome, foi feito pelo PAM e pela Konami.

## Disponibilidade

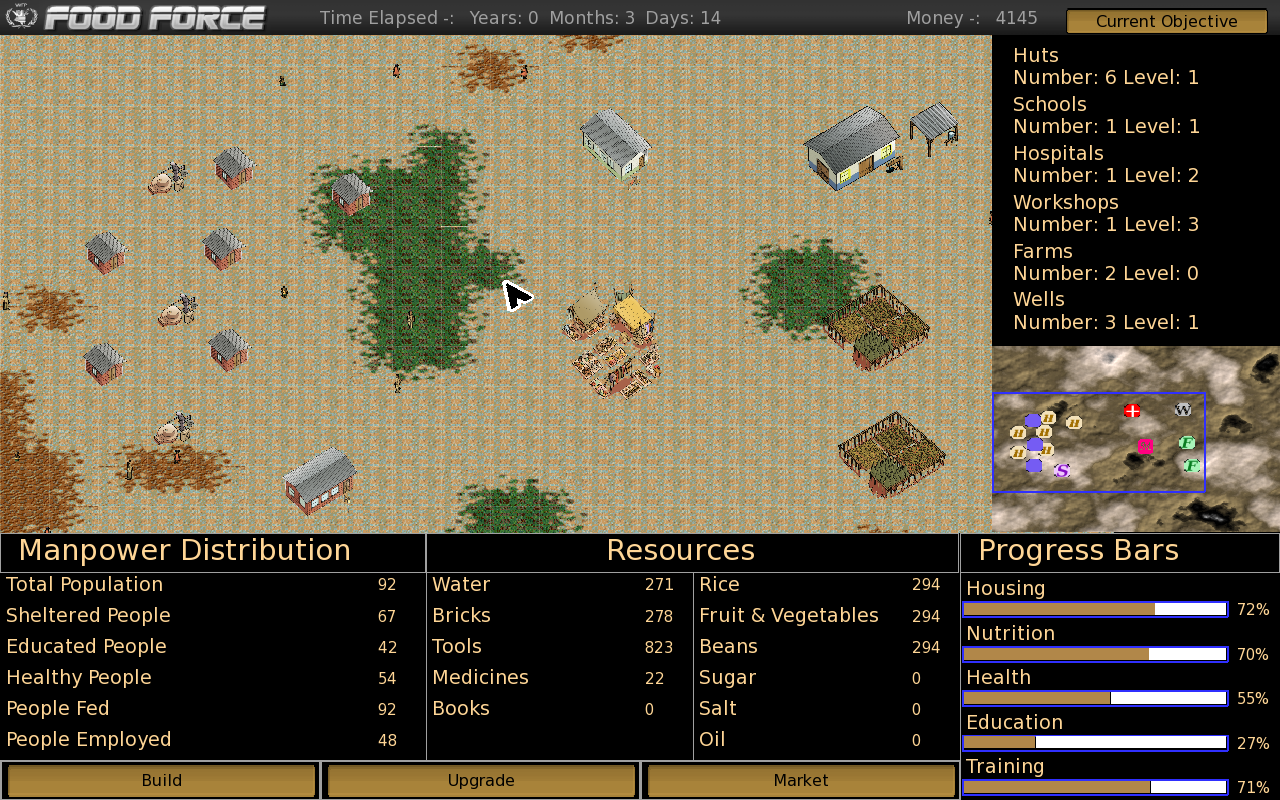
⠀⠀⠀⠀⠀⠀

O jogo podia ser livremente baixado, mas com o lançamento de outro jogo com o mesmo nome pelo Programa Alimentar Mundial, a página do jogo foi retirada do ar, junto com todos os endereços oficiais para baixar. O jogo permanece sendo disponibilizado em vários outros sítios. Havia versões para o Microsoft Windows e O Macintosh. Usuários de Linux podiam utilizar o software Wine para instalar a versão Windows do jogo e o QuickTime fornecido no pacote.
O jogo podia ser executado apenas em Macs com processadores PowerPC e OS X 10.2 ou superior, ou em Macs com processadores Intel rodando OS X 10.4 a 10.6. Os usuários eram encorajados a copiar o jogo em CD-R e distribuí-lo para amigos.
Desenvolvido pelo estúdio britânico Playerthree e a companhia italiana Deepend, o programa usa Macromedia e QuickTime para vídeo.
O sítio Food Force também disponibilizava planos de aula para professores, relatórios de trabalhos recentes do PAM, uma tabela de pontuações mais elevadas com o nome dos jogadores e outros recursos.

## Food Force 2
Food Force 2, baseado no Food Force, foi desenvolvido como software livre sob os termos da versão 3 da Licença Pública Geral GNU. Ele é multiplataforma escrito em Python e funciona em vários sistemas, incluindo o OLPC e o gerenciador de janelas Sugar.  Food Force 2 está disponível para download nas plataformas Linux, Windows e Mac OS X.